# Misaki Doi
Pour les articles homonymes, voir Doi.
Misaki Doi (土居美咲, Do'i Misaki), née le 29 avril 1991 à Yokohama, est une joueuse de tennis japonaise, professionnelle de 2006 à 2023.
À ce jour, elle compte un titre en simple et deux titres en double dames sur le circuit WTA.

## Carrière tennistique

### 2013 - 2014: premier titre en double
En 2013, Misaki Doi remporte le double dame de Nankin en partenariat avec Xu Yifan sur le score sans appel de 6-1, 6-4 face à la paire Yaroslava Shvedova-Zhang Shuai en catégorie WTA 125.
En 2014, elle remporte son premier titre WTA avec Elina Svitolina contre la paire Oksana Kalashnikova-Paula Kania sur un score clair de 6-4, 6-0.

### 2015: premier titre en simple
À Pattaya City elle arrive en quart en éliminant Peng Shuai entre autres. Elle arrive au troisième tour du tournoi de Nuremberg éliminée par Angelique Kerber.
Elle remporte son premier tournoi lors du BNP Paribas Open de Luxembourg  en octobre 2015. Elle remporte son premier titre sur le score de 6-4, 6-7, 6-0 face à Mona Barthel. Elle élimine sur son passage Andrea Petkovic (7-5, 2-6, 7-5), Denisa Allertová (7-5 6-2). Par la suite, elle domine Jelena Janković (7-6, 7-5). En demie, elle profite de l'abandon de Alison Van Uytvanck (6-4).
Elle réalise par la suite un excellent parcours à Taipei. Elle arrive en finale éliminant Risa Ozaki (6-3, 7-5), Zhang Ling sur un double 6-4, Luksika Kumkhum (6-3, 6-4). Par la suite elle vainc Evgeniya Rodina (7-6, 6-2). Elle échoue cependant en finale face à Tímea Babos (7-5, 6-3).

### 2016: premier titre WTA 125 en simple

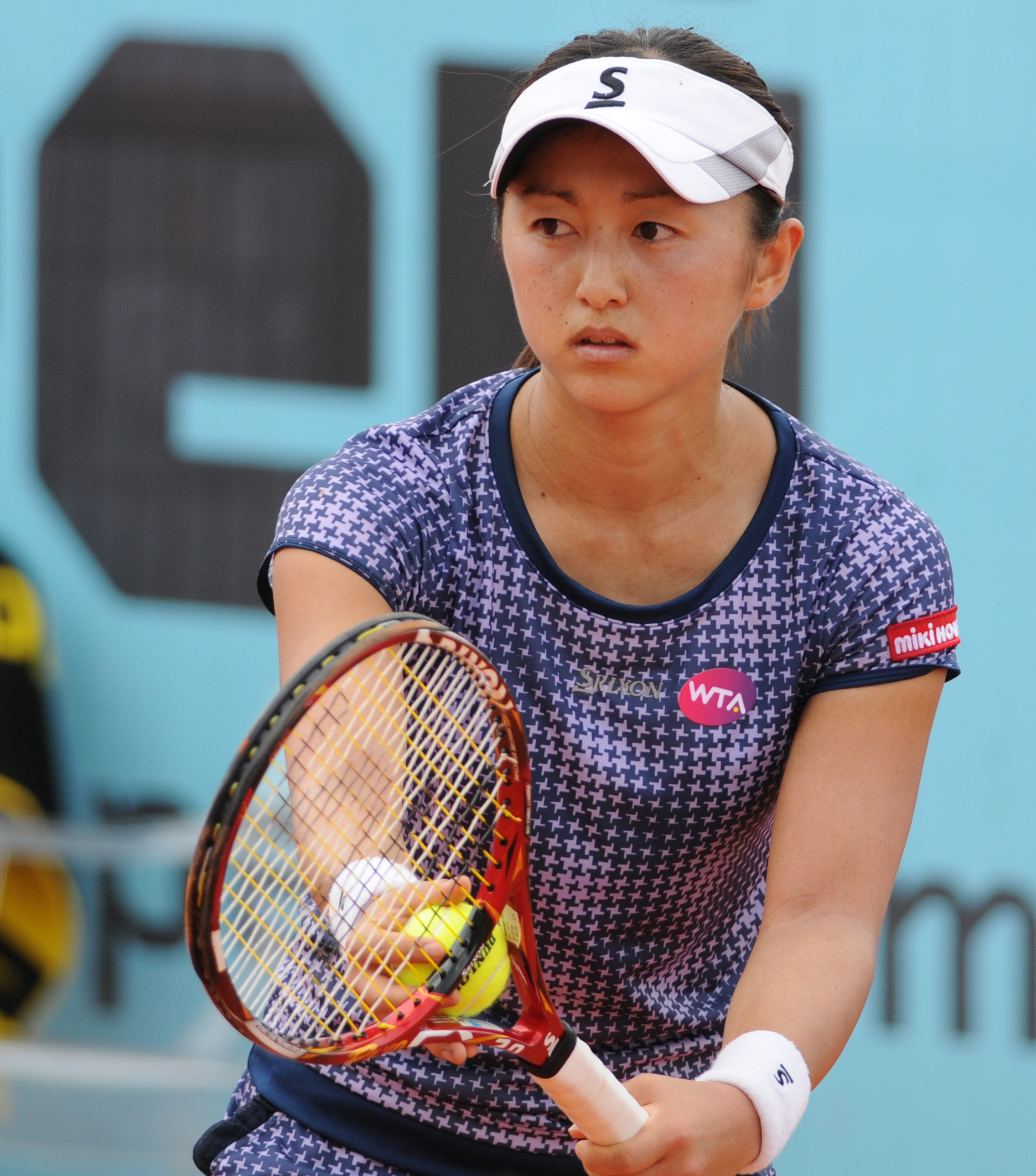
Misaki Doi en 2016.

Lors du premier tour de l'Open d'Australie, elle met en difficulté la future lauréate du tournoi Angelique Kerber contre qui elle obtient une balle de match au deuxième set. Elle perd finalement sur le score de 7-64, 6-76, 3-6.
Au tournoi de Taipei, Misaki arrive jusqu'en finale. Pour cela, elle bat Kristýna Plíšková 6-3, 6-4, Magda Linette 6-2, 6-3, elle profite ensuite du forfait de sa compatriote Kurumi Nara, puis en demie, elle bat nettement Hsieh Su-wei sur un score de 6-2, 6-0. En finale elle perd contre Venus Williams 6-4, 6-2.
Elle remporte la première édition du tournoi de San Antonio. Elle s'adjuge le titre sur le score de 6-4, 6-2 face à Anna-Lena Friedsam. Pour s'adjuger le titre, elle bat Evgeniya Rodina d'un doublé 6-3, puis Han Xinyun d'un double 7-6, puis Samantha Crawford sur le même score qu'au premier tour, en demi-finale, elle bat Tsvetana Pironkova sur le score serré de 6-4, 2-6, 6-4.
À Rome, elle réalise un bon parcours. Elle bat Alizé Cornet en deux sets sévères 7-6, 6-1, puis elle vainc Lucie Šafářová 6-3, 7-5. Elle passe ensuite plus difficilement Johanna Konta 4-6, 7-5, 6-2. Elle est néanmoins éliminée Irina-Camelia Begu 6-2, 7-5.
Aux internationaux de Paris, elle est présente en simple et en double avec Naomi Osaka. En simple, Samantha Stosur l'élimine au premier tour, Misaki lui prend néanmoins un set 6-2, 4-6, 5-2. Avec Naomi Osaka, elles s'inclinent au 2e tour. Elles battent les Françaises Manon Arcangioli-Chloé Paquet sur le score clair de 6-3, 6-1. Elles se feront éliminer par la suite par la paire tête de série numéro 11 Andreja Klepač-Katarina Srebotnik sur le score expéditif de 6-1, 6-2.
Lors de Wimbledon 2016, elle arrive au quatrième tour pour la première fois de sa carrière. Elle vainc Louisa Chirico 6-1, 6-2, puis la tête de série numéro quinze Karolina Pliskova 7-6, 6-3, par la suite, elle arrive à bout de Anna-Lena Friedsam sur le même score. Elle est stoppée par Angelique Kerber sur le score sans appel 6-3, 6-1.
Durant le reste de l'année elle a de bons résultats: 1/4 de finale à Stanford, un 3e tour à Cincinnati. Elle signe de bons résultats face à maintes joueuses mieux classées qu'elle comme Carla Suárez Navarro lors du tournoi Eastbourne, ou à Wuhan où elle bat Anastasia Pavlyuchenkova, au premier tour.
À l'US Open, où elle est pour la première fois tête de série en simple (no 30), elle est éliminée dès le premier tour par Carina Witthöft. Elle enchaîne ensuite plusieurs autres défaites dès son premier match. Il lui faut attendre le tournoi de Linz et puis celui de Pékin pour de nouveau passer le premier tour.

### 2017: quelques bons résultats
Parmi les bons résultats, notons qu'au tournoi de Taipei en 2017, elle passe deux tours face à des compatriotes (Nao Hibino et Risa Ozaki) avant d'être éliminée par Lucie Šafářová. À Madrid, elle passe deux tours face à Madison Keys (6-4, 4-6, 6-4) et Donna Vekić (6-1, 6-2) puis elle perd face à Sorana Cîrstea (5-7, 6-3, 1-6). À Nuremberg elle élimine María Sákkari, Océane Dodin, et Yaroslava Shvedova et elle est battue par Kiki Bertens. Le reste de la saison est assez mitigé.

### 2018: année décevante en simple et nouveau titre WTA 125 en double
Cette année 2018 est très décevante pour Misaki en simple ne passant qu'une fois le premier tour à Tianjin (éliminée par Timea Bacsinszky).
En double elle obtient un nouveau titre à Newport Beach en compagnie de Jil Teichmann. Elles passent Desirae Krawczyk associée à Giuliana Olmos (6-1, 6-2), puis Jovana Jakšić-Evgeniya Rodina (6-0, 0-6, 10-6). Par la suite elles vainquent en deux sets Fanny Stollár associée à Carol Zhao (6-4, 6-3). En finale elles éliminent Jamie Loeb associée à Rebecca Peterson (7-6, 1-6, 10-8).

### 2019 - 2020: nouveau titre WTA 125 en simple, nouvelles finales et titres en double à domicile

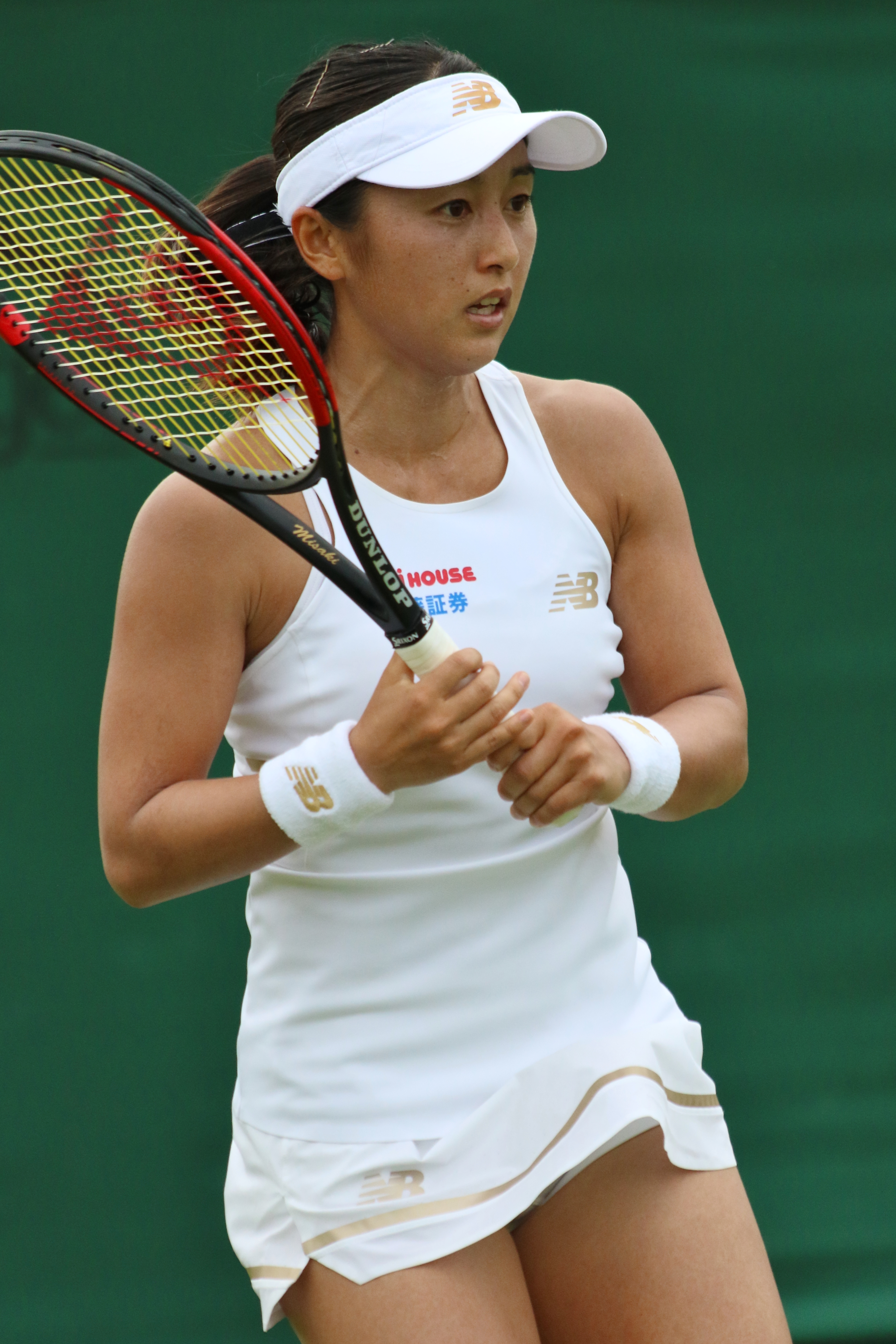
Misaki Doi au tournoi de Wimbledon 2019

À Bastad elle remporte un nouveau titre en simple. Pour cela, elle bat au premier tour sous un double 6-1 Alison Bai, puis au second tour elle bat la 7e tête de série Elena Rybakina sur le score de 4-6, 6-4, 6-4, puis Mona Barthel sur le score de 6-2, 3-6, 6-2, par la suite elle vient à bout de Aleksandra Krunić sur le score 6-4, 7-5. Puis, elle remporte un troisième titre le 13 juillet en battant, à Bastad, la Monténégrine Danka Kovinić en deux sets (6-4, 6-4). Plus tard dans l'après-midi, elle remporte également le tournoi en double en battant la paire Kovinić-Guarachi, aux côtés de Natalia Vikhlyantseva, tout cela en trois sets.
En simple, elle réalise un très bon parcourt au Japon. Lors du tournoi d'Hiroshima, elle arrive en finale. Pour cela, elle élimine sa compatriote Junri Namigata au premier tour, puis au second tour Zoe Hives, au troisième tour elle bat Sara Sorribes Tormo. En demie, elle bat la seconde tête de série Veronika Kudermetova. Elle retrouve sa compatriote Nao Hibino qui mettra fin à son parcours. Il s'agit de la première fois depuis la création du tournoi que la finale voit s'affronter deux locales. En double, les deux finalistes sont associées et viennent à bout de la paire McHale-Valeria Savinykh en finale.
À Osaka, elle arrive en quart de finale. Pour cela, elle bat Kristina Mladenovic, Donna Vekic (tête de série numéro 7). Elle perd par la suite face à Anastasia Pavlyuchenkova.
Lors de l'Open d'Australie, elle est engagée en simple et en double avec Monica Niculescu. En simple, elle est éliminée d'entrée par Ajla Tomljanović, et en double, elle arrive en huitième de finale, soit son meilleur score dans cette discipline lors d'un tournoi majeur. Elles éliminent Anna Kalinskaya-Yulia Putintseva, puis la paire nippone Nao Hibino-Makoto Ninomiya. Elles sont éliminées par la paire Chan Hao-ching-Chan Yung-jan.
Au Challenger Indian Wells 125k en 2020, elle arrive une nouvelle fois en finale. Elle vainc Asia Muhammad au premier tour, puis Bernarda Pera, par la suite, elle bat Yanina Wickmayer, au tour suivant, elle vient à bout de Vera Zvonareva. Son parcours sera stoppé en finale par Irina-Camelia Begu.
À l'US Open, elle s'incline au premier tour face à sa compatriote Naomi Osaka sur le score de 6-2 5-7 6-2. Lors des internationaux de France, en simple, elle s'incline d'entrée face à Petra Martić. En double, elle bat Irina Bara-Fanny Stollár, mais s'incline avec Monica Niculescu face à Gabriela Dabrowski-Jeļena Ostapenko au tour suivant.

### 2021: résultats en dents de scie en simple
Misaki passe rarement un tour en 2021. Elle perd contre Anastasia Pavlyuchenkova lors du Yarra Valley Classic; puis par Ajla Tomljanović à l'Open d'Australie. En double, elle s'incline face à Paula Badosa-Danka Kovinić avec sa compatriote Nao Hibino. Le déclic arrivera lors du tournoi d'Adélaïde. Lucky looser, elle vainc Anna Blinkova mais chute face à Belinda Bencic au tour suivant.

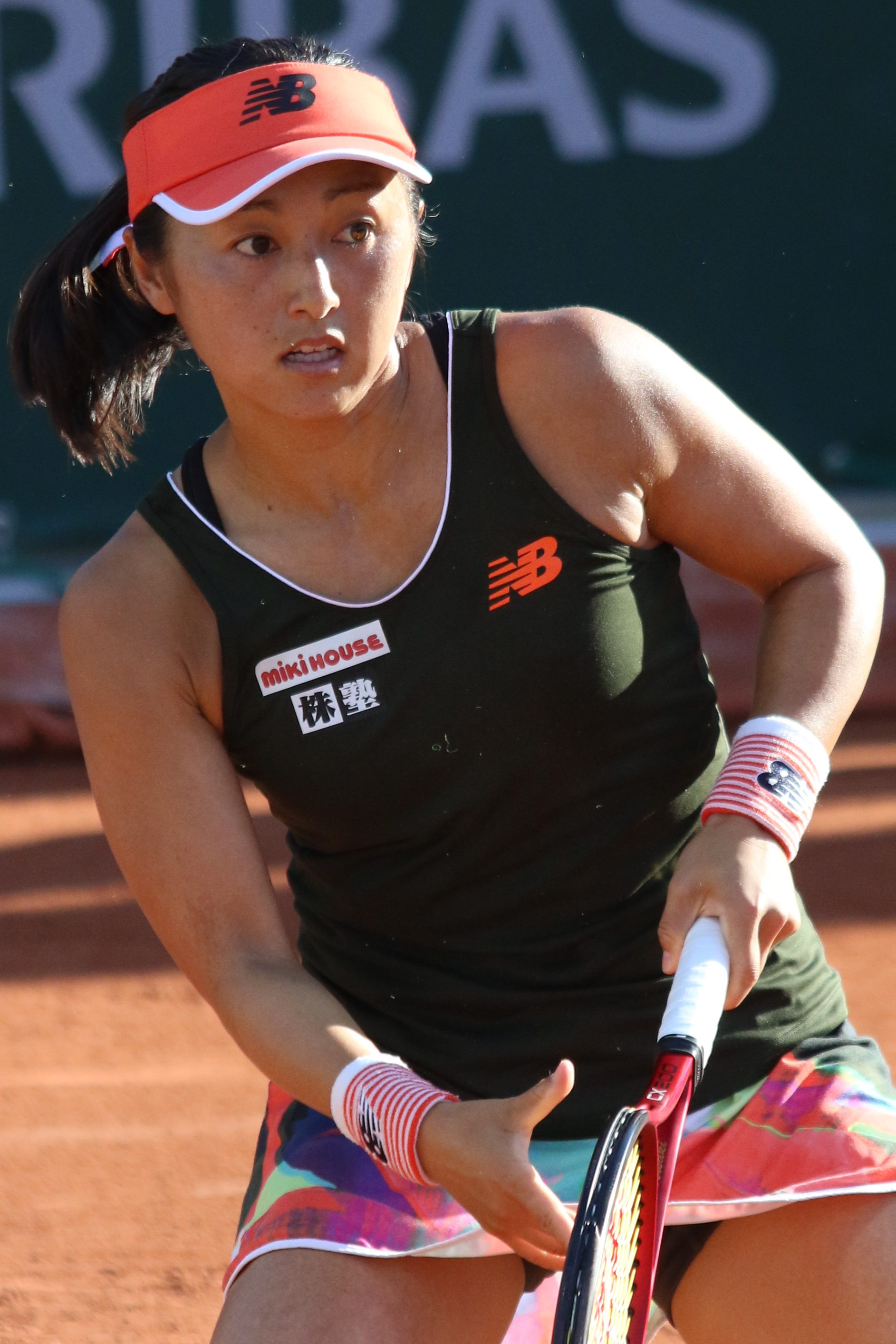
À Roland-Garros 2021

Lors du tournoi Phillip Island Trophy 2021, elle vainc Caroline Garcia au premier tour, puis Sorribes Tormo. Elle perd au tour d'après battue par Danielle Collins. Lors du tournoi de Indian Wells elle passe un tour en dominant Ann Li. Elle se présente à Roland-Garros et bat au premier tour Nina Stojanović 7-6, 6-2, mais échoue face à Elena Rybakina sur un score de 6-3, 6-1. Elle se présente avec Polona Hercog en double, elles abandonneront face à Chan Hao-ching/Chan Yung-jan au second tour. À Adelaide, elle passe le premier tour face à Anna Blinkova, mais finit par être battue face à Belinda Bencic. À Doha, elle passe un tour face à Zheng Saisai mais sera éliminée par Elina Svitolina au tour suivant. Lucky looser à Dubai, elle passe le premier tour face à Polona Hercog pour s'incliner face à Iga Świątek. À Charlestone elle bat Yaroslava Shvedova mais se fait battre par la suite par la numéro un mondiale, Ashleigh Barty.
À Wimbledon, elle passe le 1er tour face à Bernarda Pera, mais perd face à Aliaksandra Sasnovich. Associée à Viktorija Golubic, elles arrivent au second tour. Elles éliminent Ekaterina Alexandrova-Wang Yafan; mais buttent face à la paire tête de série numéro 3 et futures lauréates Hsieh Su-wei-Elise Mertens. Au tournoi de tennis de Bad Homburg, elle passe un tour face à Anna Danilina sur un double 6-2. Mais elle s'effondre au tour suivant face à Sorribes Tormo sur un double 6-4.
Arrivent les JO de Tokyo, elle passe un tour face à Renata Zarazúa sur un score en deux sets 6-3, 6-3, mais va échouer au tour suivant face à la future lauréate, Belinda Bencic sur le score de 6-2, 6-4. Lors de l'US Open elle élimine Storm Sanders mais elle est battue par Iga Świątek au tour suivant. Associée à Anna-Lena Friedsam, elles se font batte par la paire Zarina Diyas/Varvara Gracheva au tour suivant. Au challenger de Midland, elle bat deux américaines Katie Volynets et Dalayna Hewitt, mais échoue face à Catherine McNally.

### 2022: de retour dans le top 100 et quatrième titre WTA 125 en double
En 2022, au tournoi d'Adélaïde, elle réalise un meilleur parcours que l'année précédente. Elle vient en effet à bout de Kristína Kučová au premier tour (6-3, 3-6, 6-1) puis elle vainc Anastasia Gasanova (7-6, 6-3) et Kaja Juvan (6-3, 4-6, 7-6) avant de perdre en demi-finale face à Elena Rybakina (6-4, 6-3). Lors de l'Open d'Australie en simple, elle perd 3-6, 5-7 dès le premier tour face à Kristína Kučová. Grâce à ces bons résultats, Misaki remonte à la 72e place mondiale. Elle bat Danielle Lao, mais échoue au second tour face à Christina McHale durant le tournoi d'Orlando. Elle passe le premier tour à Indian Wells face à Anastasia Potapova (0-6, 6-4, 6-3) avant d'être éliminée par Madison Keys. À Miami, elle est éliminée par Vera Zvonareva. Elle ne passe pas les qualifications pour les tournois de Madrid et de Rome. Elle est éliminée d'entrée à Wimbledon par la tête de série numéro 33 (Zhang Shuai).
Elle se présente en tant que 7e tête de série à Båstad en simple, mais est sortie d'entrée par Mirjam Björklund. En revanche, elle remporte le titre en double associée à Rebecca Peterson. Elle essuie de nouveau un échec en simple au premier tour du tournoi de Lausanne, mais elle arrive jusqu'en demi-finale en double associée à Aldila Sutjiadi. Il lui faut attendre par la suite le tournoi de Hambourg pour passer le premier tour en simple ; elle y élimine Oksana Selekhmeteva avant d'être vaincue par Andrea Petkovic. Elle est de nouveau éliminée d'entrée à Varsovie (par la future lauréate Caroline Garcia), à Vancouver (par Victoria Jimenez Kasintseva) et à Tokyo (par Zheng Qinwen). Retombée à la 120e place mondiale, elle se présente à Rouen. Elle passe le premier tour sur un score sévère de 6-3 6-1 face à Lucia Bronzetti (tête de série numéro 3 et 64e mondiale). Au tour suivant, elle se confronte à Catherine McNally.

### 2023: fin de carrière
En août, Doi annonce qu'elle se retirera du circuit en raison de blessures chroniques au dos et qu'elle disputera ses derniers tournois à Osaka et Tokyo.
Arianne Hartono l'élimine à Osaka dès le premier tour. Invitée pour jouer le dernier tournoi de carrière à Tokyo, elle s'incline au deuxième tour contre María Sákkari.

## Palmarès

### Titre en simple dames
| No | Date       | Nom et lieu du tournoi       | Catégorie | Dotation  | Surface    | Finaliste    | Score          |          |
| -- | ---------- | ---------------------------- | --------- | --------- | ---------- | ------------ | -------------- | -------- |
| 1  | 19-10-2015 | BNP Paribas Open, Luxembourg | Intern'l  | 250 000 $ | Dur (int.) | Mona Barthel | 6-4, 6-77, 6-0 | Parcours |

### Finales en simple dames
| No | Date       | Nom et lieu du tournoi        | Catégorie | Dotation  | Surface    | Vainqueure     | Score    |          |
| -- | ---------- | ----------------------------- | --------- | --------- | ---------- | -------------- | -------- | -------- |
| 1  | 08-02-2016 | Taiwan Open, Kaohsiung        | Intern'l  | 500 000 $ | Dur (ext.) | Venus Williams | 6-4, 6-2 | Parcours |
| 2  | 09-09-2019 | Japan Women's Open, Hiroshima | Intern'l  | 226 750 $ | Dur (ext.) | Nao Hibino     | 6-3, 6-2 | Parcours |

### Titres en double dames
| No | Date       | Nom et lieu du tournoi            | Catégorie | Dotation  | Surface    | Partenaire      | Finalistes                        | Score            |          |
| -- | ---------- | --------------------------------- | --------- | --------- | ---------- | --------------- | --------------------------------- | ---------------- | -------- |
| 1  | 14-07-2014 | BNP Paribas Istanbul Cup Istanbul | Intern'l  | 250 000 $ | Dur (ext.) | Elina Svitolina | Oksana Kalashnikova Paula Kania   | 6-4, 6-0         | Parcours |
| 2  | 09-09-2019 | Japan Women's Open Hiroshima      | Intern'l  | 226 750 $ | Dur (ext.) | Nao Hibino      | Christina McHale Valeria Savinykh | 6-3, 4-6, [10-4] | Parcours |

### Finale en double dames
| No | Date       | Nom et lieu du tournoi   | Catégorie | Dotation  | Surface    | Vainqueures                  | Partenaire  | Score    |          |
| -- | ---------- | ------------------------ | --------- | --------- | ---------- | ---------------------------- | ----------- | -------- | -------- |
| 1  | 14-09-2015 | Japan Women's Open Tokyo | Intern'l  | 250 000 $ | Dur (ext.) | Chan Hao-ching Chan Yung-jan | Kurumi Nara | 6-1, 6-2 | Parcours |

### Titres en simple en WTA 125
| No | Date       | Nom et lieu du tournoi        | Catégorie | Dotation  | Surface      | Finaliste          | Score    |          |
| -- | ---------- | ----------------------------- | --------- | --------- | ------------ | ------------------ | -------- | -------- |
| 1  | 14-03-2016 | San Antonio Open, San Antonio | WTA 125   | 125 000 $ | Dur (ext.)   | Anna-Lena Friedsam | 6-4, 6-2 | Parcours |
| 2  | 08-07-2019 | Swedish Open, Båstad          | WTA 125   | 115 000 $ | Terre (ext.) | Danka Kovinić      | 6-4, 6-4 | Parcours |

### Finales en simple en WTA 125
| No | Date       | Nom et lieu du tournoi                 | Catégorie | Dotation  | Surface         | Vainqueure         | Score    |          |
| -- | ---------- | -------------------------------------- | --------- | --------- | --------------- | ------------------ | -------- | -------- |
| 1  | 16-11-2015 | Taipei Challenger, Taïwan              | WTA 125   | 125 000 $ | Moquette (int.) | Tímea Babos        | 7-5, 6-3 | Parcours |
| 2  | 02-03-2020 | Oracle Challenger Series, Indian Wells | WTA 125   | 150 000 $ | Dur (ext.)      | Irina-Camelia Begu | 6-3, 6-3 | Parcours |

### Titres en double en WTA 125
| No | Date       | Nom et lieu du tournoi                 | Catégorie | Dotation  | Surface      | Partenaire            | Finalistes                           | Score             |          |
| -- | ---------- | -------------------------------------- | --------- | --------- | ------------ | --------------------- | ------------------------------------ | ----------------- | -------- |
| 1  | 28-10-2013 | Nanjing Ladies Open Nankin             | WTA 125   | 125 000 $ | Dur (ext.)   | Xu Yifan              | Yaroslava Shvedova Zhang Shuai       | 6-1, 6-4          | Parcours |
| 2  | 22-01-2018 | Oracle Challenger Series Newport Beach | WTA 125   | 150 000 $ | Dur (ext.)   | Jil Teichmann         | Jamie Loeb Rebecca Peterson          | 7-64, 1-6, [10-8] | Parcours |
| 3  | 08-07-2019 | Swedish Open Båstad                    | WTA 125   | 115 000 $ | Terre (ext.) | Natalia Vikhlyantseva | Alexa Guarachi Danka Kovinić         | 7-5, 6-74, [10-7] | Parcours |
| 4  | 04-07-2022 | Nordea Open Båstad                     | WTA 125   | 115 000 $ | Terre (ext.) | Rebecca Peterson      | Mihaela Buzărnescu Irina Khromacheva | forfait           | Parcours |

### Finale en double en WTA 125
| No | Date       | Nom et lieu du tournoi          | Catégorie | Dotation  | Surface    | Vainqueures                         | Partenaire          | Score    |          |
| -- | ---------- | ------------------------------- | --------- | --------- | ---------- | ----------------------------------- | ------------------- | -------- | -------- |
| 1  | 17-10-2022 | Open de Rouen Capfinances Rouen | WTA 125   | 115 000 $ | Dur (int.) | Natela Dzalamidze Kamilla Rakhimova | Oksana Kalashnikova | 6-2, 7-5 | Parcours |

## Parcours en Grand Chelem

### En simple dames
| Année | Open d'Australie | Open d'Australie    | Internationaux de France | Internationaux de France | Wimbledon       | Wimbledon           | US Open         | US Open           |
| ----- | ---------------- | ------------------- | ------------------------ | ------------------------ | --------------- | ------------------- | --------------- | ----------------- |
| 2010  | Q1               | Carly Gullickson    | 1er tour (1/64)          | Polona Hercog            | Q3              | Anastasiya Yakimova | Q2              | Katie O'Brien     |
| 2011  | Q2               | Sesil Karatantcheva | —                        | —                        | 3e tour (1/16)  | Sabine Lisicki      | 1er tour (1/64) | Laura Pous Tió    |
| 2012  | Q1               | Maria João Koehler  | —                        | —                        | 1er tour (1/64) | Arantxa Rus         | —               | —                 |
| 2013  | 2e tour (1/32)   | Maria Sharapova     | 1er tour (1/64)          | Madison Keys             | 1er tour (1/64) | Sílvia Soler        | 1er tour (1/64) | Petra Kvitová     |
| 2014  | 1er tour (1/64)  | Jelena Janković     | 1er tour (1/64)          | Andrea Petkovic          | 2e tour (1/32)  | Ekaterina Makarova  | 1er tour (1/64) | Victoria Azarenka |
| 2015  | Q2               | Olga Govortsova     | 2e tour (1/32)           | Ana Ivanović             | 1er tour (1/64) | Elina Svitolina     | 2e tour (1/32)  | Belinda Bencic    |
| 2016  | 1er tour (1/64)  | Angelique Kerber    | 1er tour (1/64)          | Samantha Stosur          | 1/8 de finale   | Angelique Kerber    | 1er tour (1/64) | Carina Witthöft   |
| 2017  | 1er tour (1/64)  | Pauline Parmentier  | 1er tour (1/64)          | Sara Errani              | 1er tour (1/64) | Kirsten Flipkens    | 1er tour (1/64) | Barbora Strýcová  |
| 2018  | Q1               | Dayana Yastremska   | Q1                       | Rebecca Peterson         | —               | —                   | Q1              | Nao Hibino        |
| 2019  | 1er tour (1/64)  | Madison Brengle     | 1er tour (1/64)          | Sloane Stephens          | Q2              | Arina Rodionova     | 1er tour (1/64) | Madison Keys      |
| 2020  | 1er tour (1/64)  | Harriet Dart        | 1er tour (1/64)          | Petra Martić             | Annulé          | Annulé              | 1er tour (1/64) | Naomi Osaka       |
| 2021  | 1er tour (1/64)  | Ajla Tomljanović    | 1er tour (1/64)          | Daria Kasatkina          | 1er tour (1/64) | Claire Liu          | 2e tour (1/32)  | Jessica Pegula    |
| 2022  | 1er tour (1/64)  | Kristína Kučová     | 1er tour (1/64)          | Alizé Cornet             | 1er tour (1/64) | Zhang Shuai         | Q3              | Clara Burel       |
| 2023  | Q2               | Laura Pigossi       |                          |                          |                 |                     |                 |                   |

N.B. : à droite du résultat se trouve le nom de l'ultime adversaire.

### En double dames
| Année | Open d'Australie                                                                  | Open d'Australie                                                               | Internationaux de France                                                      | Internationaux de France                                                   | Wimbledon                                                           | Wimbledon                                                                    | US Open | US Open |
| ----- | --------------------------------------------------------------------------------- | ------------------------------------------------------------------------------ | ----------------------------------------------------------------------------- | -------------------------------------------------------------------------- | ------------------------------------------------------------------- | ---------------------------------------------------------------------------- | ------- | ------- |
| 2013  | 1er tour (1/32) Morita \|\| style="text-align:left;" \| Huber Martínez            | 2e tour (1/16) Shvedova \|\| style="text-align:left;" \| Zhang Shuai Zheng Jie | —                                                                             | —                                                                          | —                                                                   | —                                                                            |         |         |
| 2014  | 1er tour (1/32) Aoyama \|\| style="text-align:left;" \| Lepchenko Olaru           | —                                                                              | —                                                                             | —                                                                          | —                                                                   | 2e tour (1/16) Svitolina \|\| style="text-align:left;" \| Dabrowski Rosolska |         |         |
| 2015  | —                                                                                 | —                                                                              | —                                                                             | —                                                                          | 1er tour (1/32) Vogt \|\| style="text-align:left;" \| Konta Sanchez | —                                                                            | —       |         |
| 2016  | 1er tour (1/32) Hibino \|\| style="text-align:left;" \| Hsieh Su-wei Kalashnikova | 2e tour (1/16) Osaka \|\| style="text-align:left;" \| Klepač Srebotnik         | 2e tour (1/16) Svitolina \|\| style="text-align:left;" \| Gavrilova Kasatkina | 1er tour (1/32) Lepchenko \|\| style="text-align:left;" \| Bertens Larsson |                                                                     |                                                                              |         |         |
| 2017  | 1er tour (1/32) Nara \|\| style="text-align:left;" \| Hlaváčková Peng Shuai       | 1er tour (1/32) Chuang \|\| style="text-align:left;" \| Liang Chen Wang Qiang  | 2e tour (1/16) Chuang \|\| style="text-align:left;" \| Barty Dellacqua        | 2e tour (1/16) Chuang \|\| style="text-align:left;" \| Gavrilova Kasatkina |                                                                     |                                                                              |         |         |
|       |                                                                                   |                                                                                |                                                                               |                                                                            |                                                                     |                                                                              |         |         |
| 2020  | 1/8 de finale Niculescu \|\| style="text-align:left;" \| Chan H-ch. Chan          | 2e tour (1/16) Niculescu \|\| style="text-align:left;" \| Dabrowski Ostapenko  | Annulé                                                                        | Annulé                                                                     | —                                                                   | —                                                                            |         |         |
| 2021  | 1er tour (1/32) Hibino \|\| style="text-align:left;" \| Badosa Kovinić            | 2e tour (1/16) Hercog \|\| style="text-align:left;" \| Chan H-ch. Chan         | 2e tour (1/16) Golubic \|\| style="text-align:left;" \| Hsieh Su-wei Mertens  | 1er tour (1/32) Friedsam \|\| style="text-align:left;" \| Diyas Gracheva   |                                                                     |                                                                              |         |         |
| 2022  | —                                                                                 | —                                                                              | 3e tour (1/8) Tomljanović \|\| style="text-align:left;" \| Garcia Mladenovic  |                                                                            |                                                                     |                                                                              |         |         |

N.B. : le nom de la partenaire se trouve sous le résultat ; le nom des ultimes adversaires se trouve à droite.

## Parcours en «Premier» et «WTA 1000»
Les tournois WTA « Premier Mandatory » et « Premier 5 » (entre 2009 et 2020) et WTA 1000 (à partir de 2021) constituent les catégories d'épreuves les plus prestigieuses, après les quatre levées du Grand Chelem.

### En simple dames
| Année |              | Premier Mandatory              | Premier Mandatory              | Premier Mandatory        | Premier Mandatory            |       | Premier 5 | Premier 5                    | Premier 5                      | Premier 5                      | Premier 5                  | Premier 5 | Premier 5                    |
| Année | Indian Wells | Miami                          | Madrid                         | Pékin                    |                              | Dubaï | Rome      | Canada                       | Cincinnati                     |                                | Tokyo                      |           |                              |
| Année | Indian Wells | Miami                          | Madrid                         | Pékin                    |                              | Doha  | Rome      | Canada                       | Cincinnati                     |                                | Wuhan                      |           |                              |
| Année | Indian Wells | Miami                          | Madrid                         | Pékin                    |                              |       | Rome      | Canada                       | Cincinnati                     |                                |                            |           |                              |
| 2011  |              | 1er tour (1/64) A. Chakvetadze |                                |                          |                              |       |           |                              |                                |                                |                            |           | 1er tour (1/32) A. Radwańska |
| 2012  |              |                                | 1er tour (1/64) S. Soler       |                          |                              |       |           |                              |                                |                                |                            |           |                              |
| 2013  |              |                                |                                |                          | 2e tour (1/16) S. Errani     |       |           |                              |                                |                                |                            |           | 2e tour (1/16) S. Cîrstea    |
| 2015  |              |                                |                                |                          |                              |       |           |                              | 1er tour (1/32) A. Dulgheru    | 1er tour (1/32) A. Kerber      |                            |           |                              |
| 2016  |              | 1er tour (1/64) M. Brengle     | 1er tour (1/64) C. McHale      | 1er tour (1/32) S. Halep | 2e tour (1/16) S. Kuznetsova |       |           | 1er tour (1/32) D. Gavrilova | 1/4 de finale I-C. Begu        | 1er tour (1/32) D. Kasatkina   | 3e tour (1/8) Ka. Plíšková |           | 2e tour (1/16) B. Strýcová   |
| 2017  |              | 1er tour (1/64) A. Kontaveit   | 1er tour (1/64) V. Cepede Royg | 3e tour (1/8) S. Cîrstea |                              |       |           | 2e tour (1/16) E. Vesnina    | 1er tour (1/32) C. Bellis      |                                |                            |           |                              |
| 2019  |              | 2e tour (1/32) Ka. Plíšková    | 2e tour (1/32) P. Hercog       |                          |                              |       |           |                              |                                | 1er tour (1/32) E. Alexandrova |                            |           |                              |
| 2020  |              |                                |                                |                          |                              |       |           | 2e tour (1/32) T. Martincová | 1er tour (1/32) M. Vondroušová |                                |                            |           |                              |
|       |              | WTA 1000                       |                                |                          |                              |       |           |                              |                                |                                |                            |           |                              |
| 2021  |              | 2e tour (1/32) S. Cîrstea      |                                | 1er tour (1/32) N. Osaka |                              |       |           | 2e tour (1/16) I. Świątek    |                                |                                |                            |           |                              |
| 2022  |              | 2e tour (1/32) M. Keys         | 1er tour (1/64) V. Zvonareva   |                          |                              |       |           |                              |                                |                                |                            |           |                              |

Sous le résultat, l’ultime adversaire.

## Parcours aux Jeux olympiques

### En simple dames
| # | Date       | Nom de l'olympiade                  | Surface    | Résultat       | Ultime adversaire | Score    |          |
| - | ---------- | ----------------------------------- | ---------- | -------------- | ----------------- | -------- | -------- |
| 1 | 06/08/2016 | Olympic Tennis Event Rio de Janeiro | Dur (ext.) | 2e tour (1/16) | Samantha Stosur   | 6-3, 6-4 | Parcours |
| 2 | 31/07/2021 | Olympic Tennis Event Tokyo          | Dur (ext.) | 2e tour (1/16) | Belinda Bencic    | 6-2, 6-4 | Parcours |

### En double dames
| # | Date       | Nom de l'olympiade          | Surface    | Résultat      | Partenaire | Ultimes adversaires                 | Score         |          |
| - | ---------- | --------------------------- | ---------- | ------------- | ---------- | ----------------------------------- | ------------- | -------- |
| 1 | 06/08/2016 | Olympic Tennis Event Brésil | Dur (ext.) | 2e tour (1/8) | Eri Hozumi | Daria Kasatkina Svetlana Kuznetsova | 6-4, 1-6, 6-1 | Parcours |

## Parcours en Fed Cup
| #                                                                | Date       | Lieu         | Surface      | Gagnante(s)                      | Perdante(s)             | Score          |          |
| ---------------------------------------------------------------- | ---------- | ------------ | ------------ | -------------------------------- | ----------------------- | -------------- | -------- |
|                                                                  |            |              |              |                                  |                         |                |          |
| 2011 - Barrage (groupe mondial II) - Japon - Argentine - 4 : 0   |            |              |              |                                  |                         |                |          |
| 1                                                                | 16/07/2011 | Miki         | Dur (int.)   | Misaki Doi                       | María Irigoyen          | 6-0, 6-0       | Parcours |
| 1                                                                | 16/07/2011 | Miki         | Dur (int.)   | Misaki Doi                       | Mailen Auroux           | Non disputé    | Parcours |
|                                                                  |            |              |              |                                  |                         |                |          |
| 2013 - 1er tour (groupe mondial) - Russie - Japon - 3 : 2        |            |              |              |                                  |                         |                |          |
| 2                                                                | 09/02/2013 | Moscou       | Dur (int.)   | Ekaterina Makarova Elena Vesnina | Misaki Doi Ayumi Morita | 6-2, 6-2       | Parcours |
|                                                                  |            |              |              |                                  |                         |                |          |
| 2013 - Barrage (groupe mondial I) - Espagne - Japon - 4 : 0      |            |              |              |                                  |                         |                |          |
| 3                                                                | 20/04/2013 | Barcelone    | Terre (ext.) | Carla Suárez Navarro             | Misaki Doi              | 6-3, 6-4       | Parcours |
| 3                                                                | 20/04/2013 | Barcelone    | Terre (ext.) | Sílvia Soler                     | Misaki Doi              | Non disputé    | Parcours |
| 3                                                                | 20/04/2013 | Barcelone    | Terre (ext.) | Lourdes Domínguez Anabel Medina  | Shuko Aoyama Misaki Doi | 6-4, 7-5       | Parcours |
|                                                                  |            |              |              |                                  |                         |                |          |
| 2014 - 1er tour (groupe mondial II) - Argentine - Japon - 3 : 1  |            |              |              |                                  |                         |                |          |
| 4                                                                | 08/02/2014 | Buenos Aires | Terre (ext.) | Paula Ormaechea                  | Misaki Doi              | 6-2, 3-6, 6-3  | Parcours |
| 4                                                                | 08/02/2014 | Buenos Aires | Terre (ext.) | María Irigoyen                   | Misaki Doi              | Non disputé    | Parcours |
|                                                                  |            |              |              |                                  |                         |                |          |
| 2014 - Barrage (groupe mondial II) - Pays-Bas - Japon - 3 : 2    |            |              |              |                                  |                         |                |          |
| 5                                                                | 19/04/2014 | Bois-le-Duc  | Terre (int.) | Kiki Bertens                     | Misaki Doi              | 6-0, 7-63      | Parcours |
| 5                                                                | 19/04/2014 | Bois-le-Duc  | Terre (int.) | Arantxa Rus                      | Misaki Doi              | 7-5, 6-3       | Parcours |
|                                                                  |            |              |              |                                  |                         |                |          |
| 2015 - Barrage (groupe mondial II) - Japon - Biélorussie - 2 : 3 |            |              |              |                                  |                         |                |          |
| 6                                                                | 18/04/2015 | Tokyo        | Dur (int.)   | Victoria Azarenka                | Misaki Doi              | 6-1, 6-2       | Parcours |
| 2019 - 1er tour (groupe mondial II) - Japon - Espagne - 2-3      |            |              |              |                                  |                         |                |          |
| 7                                                                | 09/02/2019 | Kitakyūshū   | Dur (int.)   | Georgina García Pérez            | Misaki Doi              | 6-2, 4-6, 7-62 | Parcours |

## Classements WTA en fin de saison
| Année          | 2008 | 2009 | 2010 | 2011 | 2012 | 2013 | 2014 | 2015 | 2016 | 2017 | 2018 | 2019 | 2020 | 2021 | 2022 |
| Rang en simple | 613  | 200  | 158  | 106  | 97   | 89   | 122  | 60   | 38   | 119  | 139  | 74   | 82   | 105  | 180  |
| Rang en double | 593  | 311  | 250  | 518  | 795  | 158  | 101  | 172  | 166  | 192  | 109  | 110  | 80   | 113  | 86   |

Source : (en) Classements de Misaki Doi sur le site officiel de la Fédération internationale de tennis